# Villaggio Breda
Villaggio Breda è una frazione di Roma Capitale, situata in zona Z.XVII Torre Gaia, nel territorio del Municipio Roma VI (ex Municipio Roma VIII).
È posta sul lato sud della via Casilina, a ovest della frazione di Villa Verde.

## Storia
Il villaggio operaio della Breda venne edificato nel 1938 a Torre Gaia sulla via Casilina, dall'Istituto Fascista Autonomo Case Popolari (IFACP) del Governatorato di Roma a seguito della volontà della Società Italiana Ernesto Breda per Costruzioni Meccaniche di costruire una nuova e più ampia fabbrica di armi al posto della precedente sede di via Flaminia.
I primi reparti del complesso industriale cominciarono a funzionare nel 1939 (mentre i primi lotti abitativi furono aperti nel 1941). Nel mese di maggio lo stabilimento era in pieno funzionamento e il 27 maggio il capo del Governo, Mussolini, andò di persona a visitare i reparti, a dare inizio ai lavori di ampliamento, e posò la prima pietra del villaggio destinato ai lavoratori.  Durante la seconda guerra mondiale, la fabbrica fu adibita prima a campo di sfollati ed in seguito a campo d'internamento
Dal secondo dopoguerra, a seguito della chiusura della fabbrica di armi, il Villaggio Breda perse la funzione originaria per la quale era nata, ma diventando una borgata storica che, per la sua architettura razionalista povera ma essenziale, attrae ancora molti studiosi, storici e studi di giovani urbanisti.

## Monumenti e luoghi d'interesse

### Architetture religiose
- Chiesa di Santa Maria Causa Nostrae Laetitiae, su piazza Siderea. Chiesa del XX secolo (1939-41).

### Altro
- Pietra di fondazione della borgata operaia del 27 maggio 1939, restaurata nel maggio 2006.
- Catacombe[5]

## Società

### Tradizioni e folclore
Dall'inverno del 2013 il Villaggio Breda ha un proprio coro composto dagli abitanti più anziani. Le prove del coro del Villaggio Breda sono svolte presso il teatro della scuola secondaria di primo grado dell'Istituto Comprensivo "Via Marelli".

## Scuole
- Scuola Elementare Nicola Calipari, ora Istituto Comprensivo via Marelli.
- Scuola Media Statale Donatello, ora Istituto Comprensivo via Millet.

## Infrastrutture e trasporti
L'abitato è stato sempre storicamente collegato con il trasporto su ferro, tramite l'impianto di Grotte Celoni posto fino al 2008 sulla ferrovia Roma-Pantano – già ferrovia Roma-Fiuggi-Alatri-Frosinone – e dal 2014 sulla linea C della metropolitana di Roma.
Nelle vicinanze della scuola elementare è inoltre presente il capolinea autobus ATAC, in corrispondenza del quale è presente anche una fermata per le linee extraurbane Cotral.